# De Havilland Biplane No. 1
O de Havilland Biblane No. 1 é o nome aplicado retrospectivamente à primeira aeronave construída por Geoffrey de Havilland, que construiu e voou nele em dezembro de 1909. De Havilland iniciou o projeto com a assistência de seu amigo e futuro cunhado, Frank Hearle, e com financiamento próprio de £1,000 emprestado de seu avo materno como avanço para sua herança.
O design foi um biplano de três baías com uma fuselagem de treliça aberta, envergadura equivalente, e trem de pouso com quatro rodas. A energia para a aeronave provinha de um motor boxer de quatro cilindros opostos horizontalmente de 45 cavalos-vapor (33,1 quilowatts) De Havilland Iris (feito sob encomenda pela Iris Car Company por ₤220) que impulsionavam duas hélices em configuração propulsora montadas entre as asas. Uma aleta e um estabilizador eram levados na traseira, possuía um cumprido profundor na dianteira da aeronave. O controle lateral era fornecido por Ailerons nas asas superiores, a esposa de de Havilland, Louise, costurou as superfícies de linho das asas.